# کنستانتین فون بنکندورف

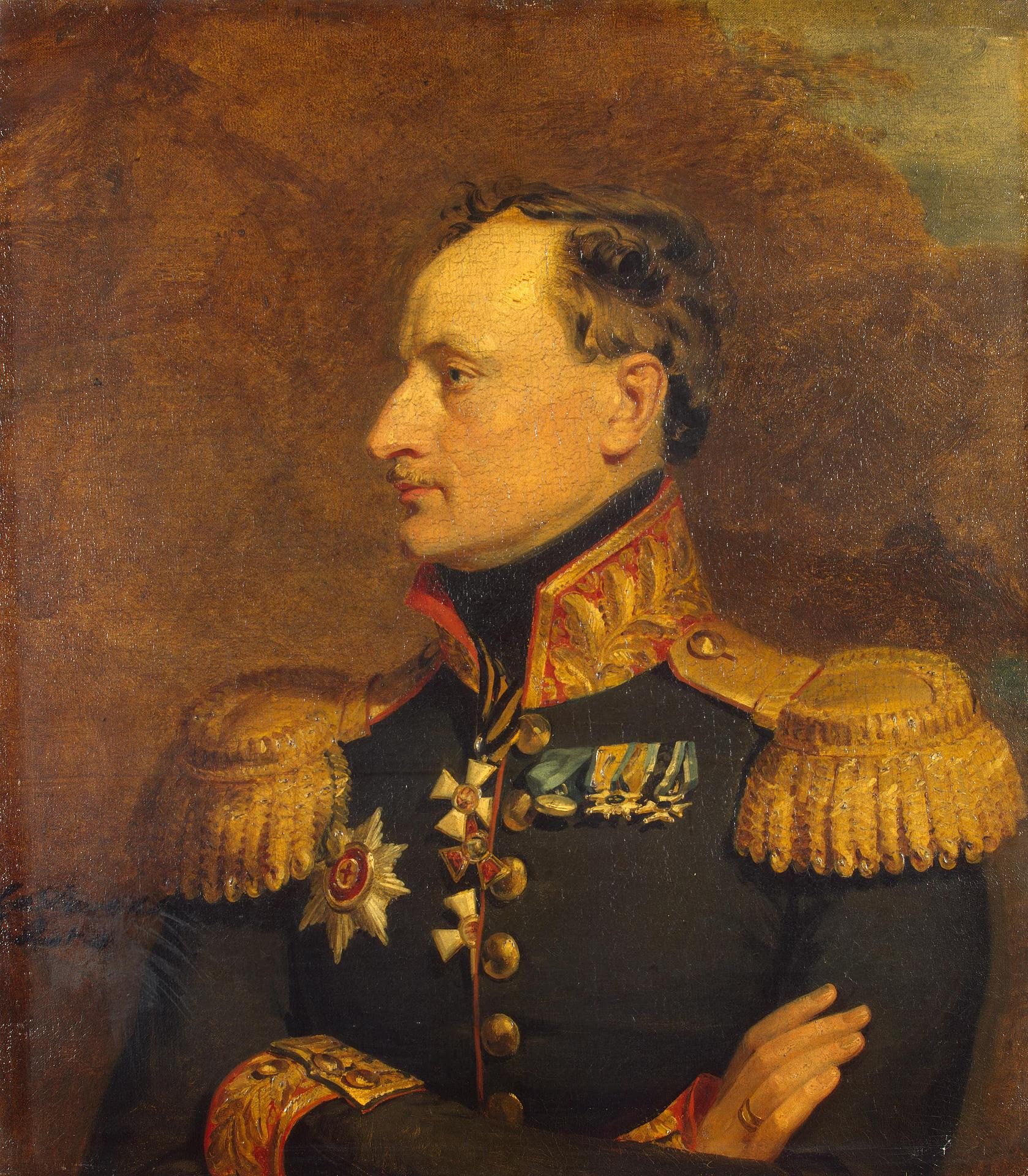
پرتره جورج داو از گالری نظامی

کنستانتین فون بنکندورف ( روسی: Константин Христофорович Бенкендорф کنستانتین کریستوفروویچ بنکندورف ; ۳۱ ژانویه ۱۷۸۵ – ۶ اوت ۱۸۲۸) یک ژنرال و دیپلمات آلمانی اهل بالتیک بود.

## زندگی و حرفه
کنستانتین فون بنکندورف در اشراف برجسته بالتیک روسیه در یک خانواده آلمانی بالتیک در روال (تالین کنونی) در استونی امروزی، پسر ژنرال بارون شد. ( فریدریشهام ، ۱۲ ژانویه ۱۷۴۹ - کولگا ، ۱۰ ژوئن ۱۸۲۳)، که به عنوان فرماندار نظامی لیوونی، و همسر بارونس آنا جولیان شارلوت شیلینگ فون کنستات ( تالهایم ، ۳۱ ژوئیه ۱۷۴۴ - ریگا ، ۱۷ مارس) خدمت کرد. در دربار رومانوف به عنوان بانوی ارشد و بهترین دوست ملکه ماریا فئودورونا و نوه پدری یوهان مایکل فون بنکندورف و همسر سوفی فون لوونسترن مقام بالایی داشت.
برادرش الکساندر فون بنکندورف (۱۷۸۳-۱۸۴۴) نیز یک ژنرال و دولتمرد بود و خواهرش دوروتیا فون لیون یک نیروی سیاسی معروف در لندن ، سنت پترزبورگ و پاریس بود. خواهر دیگر او ماریا فون بنکندورف (14 فوریه ۱۷۸۴ - ۱۶ نوامبر ۱۸۴۱) با ایوان جورجیویچ سویچ ازدواج کرد.
او که به عنوان یک دیپلمات آموزش دیده بود، به ارتش پیوست تا در مراحل پایانی جنگ های ناپلئونی ، به ویژه در تصرف کاسل ، فولدا ، هانائو ، ریمز و سوآسون شرکت کند. پس از جنگ، بنکندورف به دیپلماسی بازگشت.
پنج سال بعد، او به عنوان وزیر مختار در بادن و اشتوتگارت منصوب شد. با شروع جنگ روسیه و ایران به روسیه بازگشت، اچمیادزین را تصرف کرد و کردها را در نزدیکی اریوان شکست داد. سپس از رود ارس گذشت و سواران ایرانی را شکست داد. بنکندورف بر اثر تبی که در آغاز جنگ روسیه و عثمانی ارتش روسیه را فرا گرفت، درگذشت.
کنستانتین در ۱ سپتامبر ۱۸۱۴ با ناتالیا فون آلوپائوس ( برلین ، ۴ فوریه ۱۷۹۶ - اشتوتگارت، ۲۹ ژانویه ۱۸۲۳) ازدواج کرد. آنها دو فرزند داشتند:
- کنت کنستانتین الکساندر فون بنکندورف (برلین، ۲۲ اکتبر ۱۸۱۶ - پاریس ، ۲۹ ژانویه ۱۸۵۸)، در ۲۰ ژوئن ۱۸۴۸ در پوتسدام با شاهزاده لوئیز کنستانتین ناتالی یوهان فون کروی (۲ نوامبر ۱۸۲۵-۸ ژانویه ۱۸۹۰) ازدواج کرد.
- کنتس ماری فون بنکندورف (۱۸۱۸ - سن پترزبورگ، ۳۱ اکتبر ۱۸۴۴)، ازدواج با شاهزاده پاول ماتویویچ گولنیشف-کوتوزوف-تولستوی (۲۰ نوامبر ۱۸۰۰ - ۲۷ فوریه ۱۸۸۳).

## افتخارات و جوایز
- سفارش سنت آنا
  - درجه ۲، با الماس - ۱۸۱۲
  - کلاس اول - ۱۷ آوریل ۱۸۲۳
  - الماس های اضافه شده به درجه ۱ - ۱۶ فوریه ۱۸۲۴
- سفارش سنت جورج
  - کلاس چهارم - ۸ فوریه ۱۸۱۳
  - کلاس سوم - ۱۰ سپتامبر ۱۸۱۵
- سفارش سنت ولادیمیر
  - کلاس چهارم - ۲۵ ژانویه ۱۸۱۲
  - کلاس سوم - ۱۸ سپتامبر ۱۸۱۳
  - کلاس دوم - ۲۲ ژوئیه ۱۸۲۷
- نشان عقاب سرخ درجه ۲ (پروس)
- شوالیه درجه یک درجه شمشیر (سوئد)
- شوالیه نشان نظامی ماکس جوزف (باواریا)
- فرمان امپراتوری لئوپولد (اتریش)
- شمشیر طلایی با کتیبه "برای شجاعت"، با الماس ، دو بار (۱۸۱۴ و ۱ ژانویه ۱۸۲۸)
- مدال نقره «به یاد جنگ ۱۸۱۲»

## بیشتر بخوانید
- Judith Lissauer Cromwell، "Dorothea Lieven: A Princess Russian in London and Paris, 1785-1857" (McFarland & Co. 2007)شابک ‎۰−۷۸۶۴−۲۶۵۱−۹